# 1991 RL1
1991 RL1 är en asteroid i huvudbältet som upptäcktes 4 september 1991 av den amerikanske astronomen Eleanor F. Helin vid Palomar-observatoriet.
Asteroiden har en diameter på ungefär 3 kilometer.